# ビリー・ワーロック
ビリー・ワーロック（Billy Warlock、1961年3月26日 - ）は、アメリカ合衆国の俳優。

## 出演作品
- ソサエティー Society（1989）
- ハット・スクワッド 帽子の騎士たち（マット・マセソン） The Hat Squad（1992～1993）
- スカイ・パニック Panic in the Skies!（1996）
- スティールシャークス Steel Sharks（1997）
- 反逆の赤コーナー Opposite Corners（1997）
- ヘル・ファイヤー The Thing Below（2004）
- ファトゥワ Fatwa（2006）